# 타임스텐
타임스텐(TimesTen)은 오라클의 인메모리 데이터베이스 관리 시스템이다. 휴렛 팩커드 연구소에서 개발되었고, 1996년 별도의 스타트업으로 분사되었다가 2005년 오라클에 인수되었다. 인메모리 DB 시장에서 막대한 영향력을 갖고 있었으나 2010년 SAP이 사이베이스를 인수하고 DB와 분석 시장에 뛰어들면서, HANA와 경쟁관계에 있다.